# Modelo de madurez e-learning
En Ingeniería de Software, el  modelo de madurez e-learning (eMM) es un modelo para evaluar  la capacidad de los procesos educativos e-learning sobre tecnología electrónica. 

## Visión general
eMM es un marco de trabajo para la mejora de la calidad basado en las ideas del Modelo de Madurez de la Capacidad (CMM) y en las metodologías de SPICE (Determinación de la Capacidad de Mejora del Proceso de Software). 
La idea subyacente que guía el desarrollo del eMM es que la capacidad de una institución para ser efectiva en cualquier área de trabajo particular depende de su capacidad para involucrarse en procesos de alta calidad que sean reproducibles y puedan extenderse y sostenerse a medida que crezca la demanda.
El eMM proporciona un conjunto de treinta y cinco procesos, divididos en cinco áreas que definen aspectos clave de la capacidad de las instituciones para ejercer bien el desempeño de e-learning. Cada proceso se selecciona en función de su necesidad en el desarrollo y mantenimiento de la capacidad en e-learning. Todos los procesos han sido generados tras un programa de investigación y pruebas realizado a nivel internacional.

## Historia
El eMM está siendo probado por la Universidad de Mánchester en la Academia de Educación Superior Benchmarking Pilot. Los proyectos adicionales que aplican al eMM están siendo apoyados en Escocia por el Scottish Funding Council y en Australia por ACODE (Australasian Council on Open). El desarrollo y la aplicación del eMM en Nueva Zelanda fue apoyado por el Fondo Terciario de Investigación de E-Learning del Ministerio de Educación de Nueva Zelanda.
La versión 2 de eMM ha cambiado considerablemente respecto de la versión 1 de 2003. El eMM y la documentación asociada está autorizada por Creative Commons Atribución-ShareAlike 2.5 Licencia.

## Temas

### Idea clave
La idea clave subyacente al concepto de dimensión es la capacidad holística. Mientras el eMM mide niveles progresivos, describe la capacidad de un proceso desde estas cinco perspectivas sinérgicas. Una organización que ha desarrollado capacidades en todas las dimensiones para todos los procesos será más capaz que una que no. La capacidad en las dimensiones más altas que no sea compatible con la capacidad en las dimensiones inferiores no ofrecerá los resultados deseados; la capacidad en las dimensiones inferiores que no esté respaldada por la capacidad en las dimensiones superiores será ad hoc, insostenible y no responderá a las cambiantes necesidades organizacionales y de aprendizaje.

### Cinco dimensiones
La capacidad en cada proceso está descrita por un conjunto de prácticas organizadas por dimensión.
 El eMM complementa el concepto de CMM de los niveles de madurez, que describen la evolución de la organización como un todo, con dimensiones. Las cinco dimensiones del eMM son:
1. Entrega
2. Planificación
3. Definición
4. Administración
5. Optimización